# Schloss Wolfsberg (Kärnten)

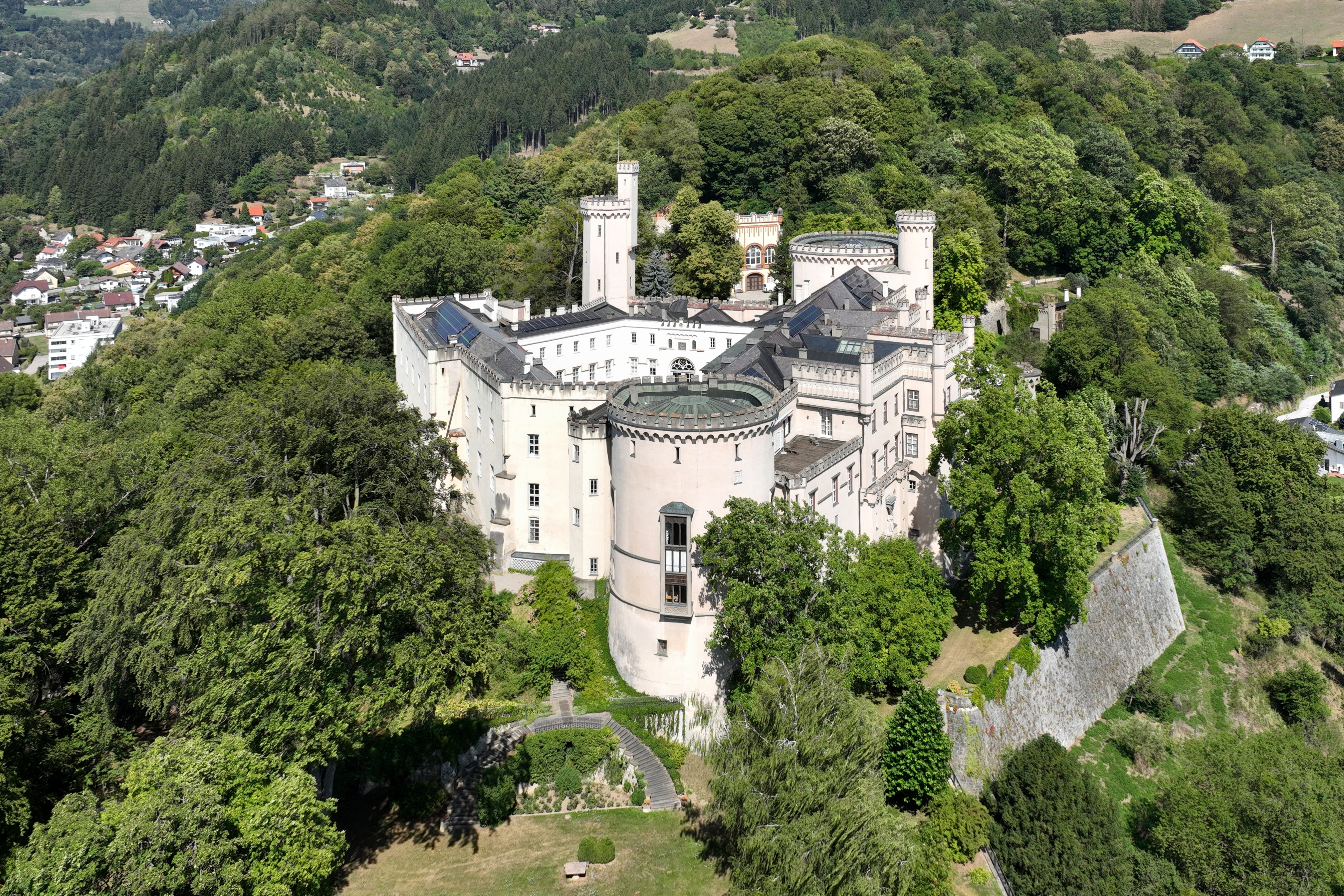
Schloss Wolfsberg

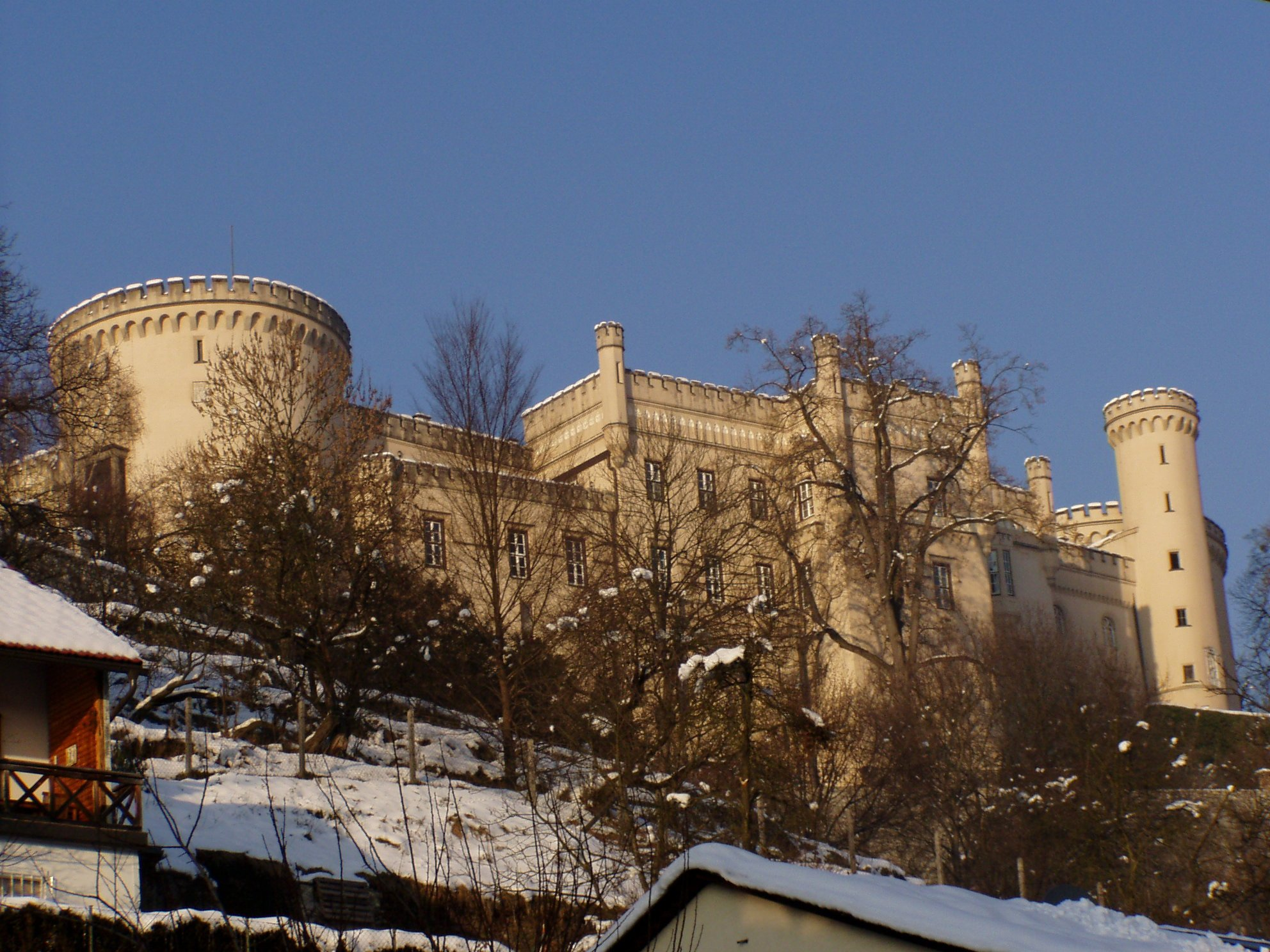
Südansicht des Schlosses Wolfsberg

Das Schloss Wolfsberg, heute auch Schloss Henckel-Donnersmarck, liegt auf einem Hügel im Norden der Stadt Wolfsberg in Kärnten.

## Geschichte

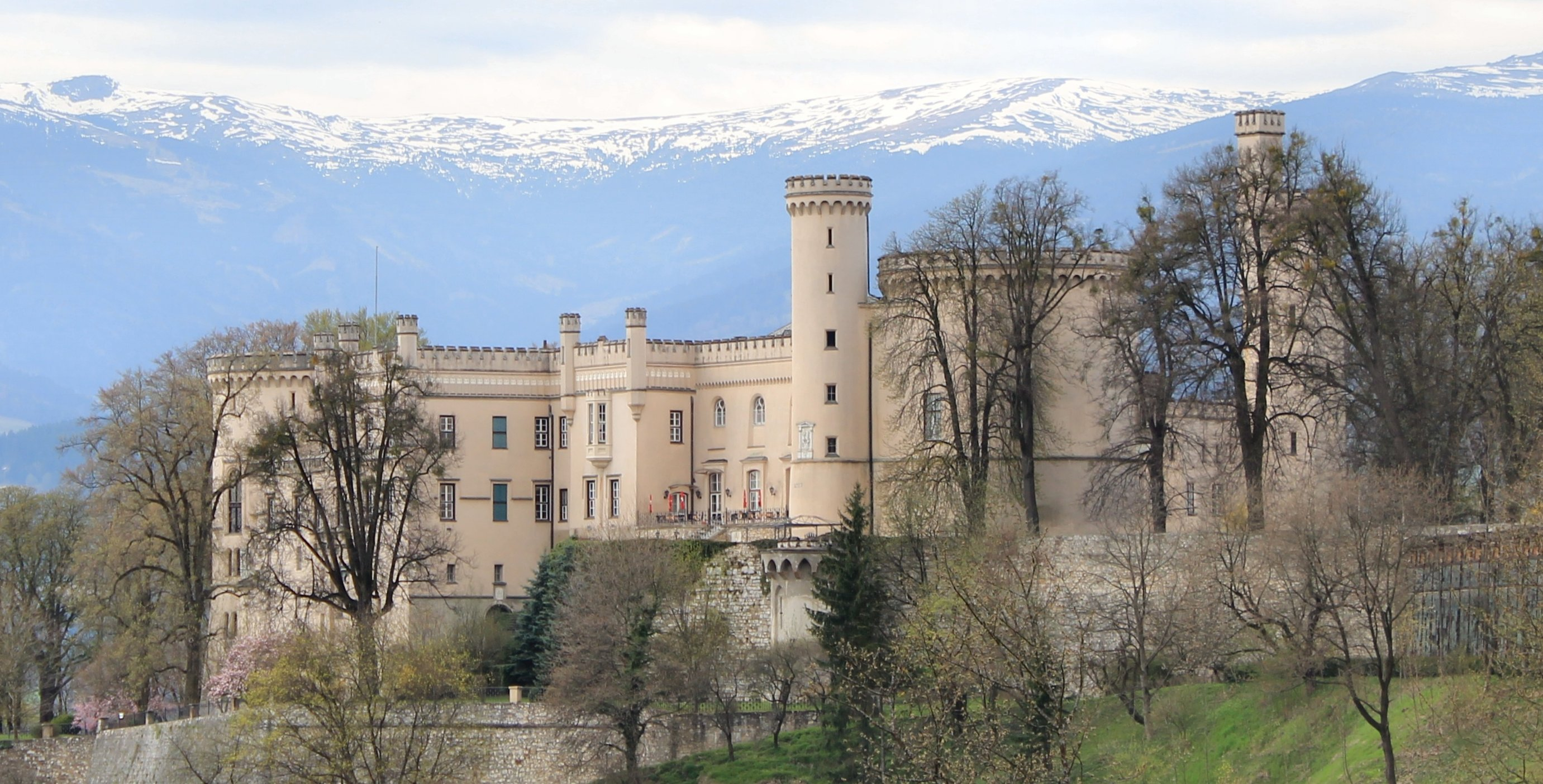
Schauseite des Hauptbaues

Das Anwesen war ab 1007 im Besitz des Bistums Bamberg. Die Burg wurde erstmals 1178 in einer Urkunde des Stiftes St. Paul erwähnt. Sie war die Voraussetzung für die Entwicklung der gleichnamigen Siedlung, die 1289 zur Stadt in vollem Rechtssinne aufstieg. Ab dem zweiten Viertel des 14. Jahrhunderts bis zum Verkauf des gesamten bambergischen Besitzes in Kärnten an den österreichischen Staat im Jahr 1759 diente die Burg als Residenz des bambergischen Vizedoms, der den Bischof in den lokalen herrschaftlichen Angelegenheiten vertrat. Das aus zwei unregelmäßigen, miteinander verbundenen Trakten bestehende Bauwerk wurde im 16. Jahrhundert von italienischen Baumeistern zur Festung ausgebaut, um sie vor den herannahenden Türken schützen zu können. Gleichzeitig wurde die Anlage um Wohntrakte, Tore und Türme erweitert. 1561 wurde ein Glockenturm errichtet. 
1846 erwarb der Industriepionier Hugo Henckel von Donnersmarck die Herrschaft Wolfsberg, vor allem aufgrund ihres Reichtums an Holz und Wasserkraft, die er für den Betrieb seiner Eisenwerke benötigte. Die Burg ließ er von 1847 bis 1853 durch die beiden Wiener Architekten Johann Romano und August Schwendenwein zu einem Schloss im englischen Tudorstil umbauen und im Inneren mit einer kostbaren Einrichtung ausstatten. Von dem einstigen Renaissancebauwerk ist fast nichts mehr zu sehen. 

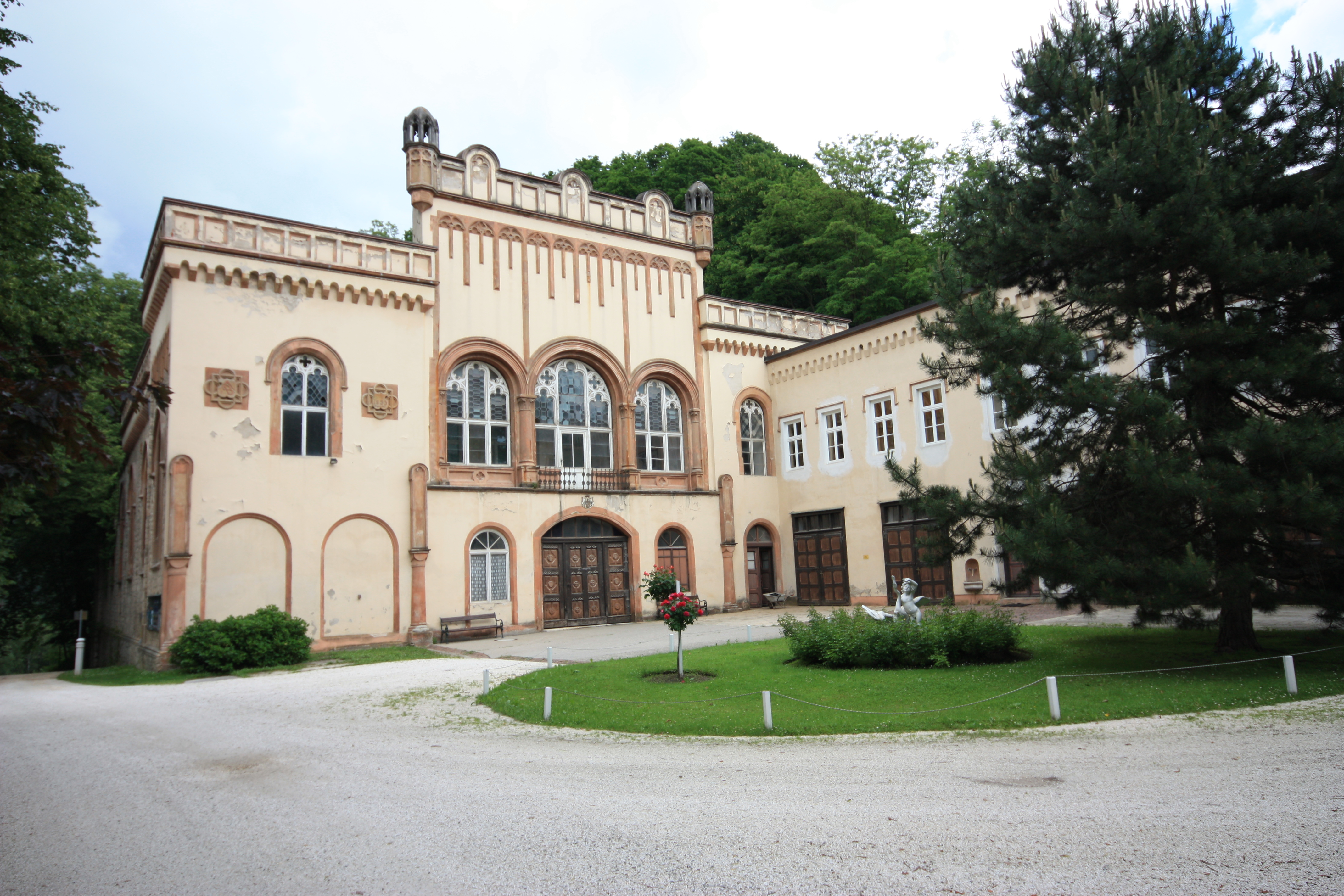
Die ehemalige Reitschule

Neben dem Haupthaus selbst steht auch die ehemalige, 1855 in neoromanischem Stil errichtete Reitschule unter Denkmalschutz.
Der Schlosspark stammt ebenfalls noch aus der Erbauungszeit der 1850er. Der weitläufige Landschaftsgarten gehört zu den bedeutenderen gartenarchitektonischen Denkmalen Österreichs und ist im Denkmalschutzgesetz genannt (Nr. 7 im Anhang zu § 1 Abs. 12 DMSG)
Seit 1937 ist das Anwesen im Besitz der Kärntner Montanindustrie GmbH, die die Säle für Events und Hochzeiten vermietet. Geschäftsführer ist Andreas Graf Henckel von Donnersmarck. Das Schloss-Restaurant wird von einer Familie Stölzl betrieben.